# Liste der Fließgewässer im Flusssystem Untere Steinach

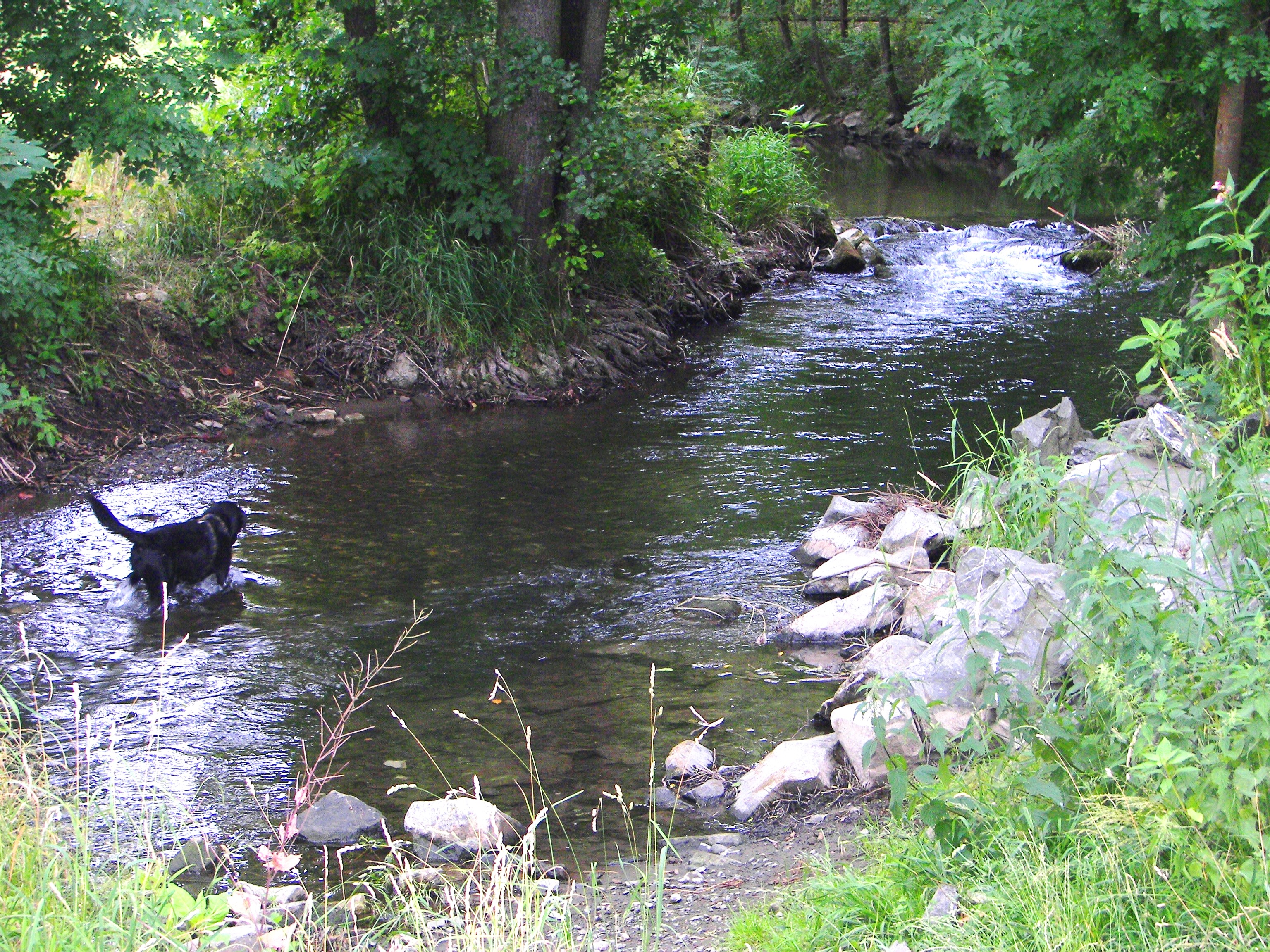
Die Untere Steinach zwischen Untersteinach und Stadtsteinach

Die Liste der Fließgewässer im Flusssystem Untere Steinach umfasst alle direkten und indirekten Zuflüsse der Unteren Steinach, soweit sie namentlich auf der Topographischen Karte 1:10000 Bayern Nord (DK 10) oder im Kartenservicesystem des Bayerischen Landesamts für Umwelt (LfU) aufgeführt werden. Namenlose Zuläufe und Abzweigungen werden nicht berücksichtigt. Wenn sich der Gewässername nach dem Zusammenfluss zweier Gewässerabschnitte ändert, werden die beiden Zuflüsse als Quellzuflüsse separat aufgeführt, ansonsten erscheint der Teilbereichsname in Klammern. Die Längenangaben werden auf eine Nachkommastelle gerundet. Die Fließgewässer werden jeweils flussabwärts aufgeführt. Die orografische Richtungsangabe bezieht sich auf das direkt übergeordnete Gewässer. 

## Untere Steinach
Die Untere Steinach ist ein 11,5 km langer rechter Zufluss der Schorgast in Oberfranken.

## Zuflüsse
Direkte und indirekte Zuflüsse der Unteren Steinach
- Schlackenmühlbach (rechter Quellbach), 4,9 km
  - Rauschbach (rechter Quellbach)
  - Pfarrgrundbach (linker Quellbach)
  - Lautengrundbach (rechts)
  - Pfarrbächlein (links)
- Großer Rehbach (linker Quellbach), 8,8 km
  - Vollaufmühlbach (rechter Quellbach)
    - Gössmesserbächlein (rechter Quellbach)
    - Walberngrüner Bächlein (linker Quellbach)

  - Kleiner Rehbach (linker Quellbach)
    - Lausenbach (links)

  - Kleiner Rehbach (links)
  - Goldenes Brünnlein (links)
  - Schwärzleinsdorfer Bach (links)
  - Matzengraben (links)
- Engerbach (rechts)
  - Schremmelsbach (rechts)
- Kesselbach (rechts)
- Tiefenbach (links)
- Bergleshofer Bach (links)
- Zaubach (rechts), 4,7 km
  - Katzbach (rechter Quellbach) (mit Hohlmühlbach), 5,8 km
    - Kaulbach (rechter Quellbach)
    - Hohlmühlbach (Katzenbach) (linker Quellbach)

  - Zettlitz (linker Quellbach), 6,5 km
    - Katzengraben (rechter Quellbach)
    - Reichenbach (linker Quellbach)

  - Erlasgraben (rechts)
  - Schindelbach (links)
- Pfuhlgraben (links)
- Haslerbach (links)
  - Hochgraben (rechter Quellbach)
  - Vogtendorfer Grundbach (linker Quellbach)
- Liesbach (links)
  - Schieferbach (links)
  - Ohbach (rechts)

## Flusssystem Schorgast
- Fließgewässer im Flusssystem Schorgast